# 森川栄治
森川 栄治（もりかわ えいじ、1970年7月10日 - ）は、東京都板橋区出身。マリンアートの巨匠クリスチャン・ラッセン（Christian Riese Lassen)の元通訳である。又、額装コーディネイターとしても絵画業界に多大な功績を遺した人物でもある。
四才上の姉は元ミス板橋で、古舘伊知郎とラジオパーソナリティーを務め、モデルでも活躍した。大学時代からの友人に
気象予報士・キャスターの藤森涼子がいる。NPO法人気象キャスターネットワーク代表。
元サッカー日本代表、北京オリンピックサッカー日本代表監督の反町康治も大学時代からの友人である。

## 来歴
カリフォルニア州立大学サンタバーバラ校およびサンタバーバラシティカレッジで経済学と芸術学を学び、1995年（平成7年）からアールビバン株式会社に入社 で絵画と額縁のコーデイネイト、商品開発を担当、天野喜孝の絵画の額装コーディネイトで評判を呼ぶ
。300以上の額装デザインを開発し、ハワイアンコア材を使った額装の大量生産を成功させた日本初の人物である。黒の額縁を絵画に使用し日本中に普及させた人物でもある。アクリルＢＯＸ額装の大量生産のプロセス開発者でもあり、アクリルＢＯＸ額装にレイザーで彫刻を彫った日本初の人物である。その他に、額縁の紙マットに絵柄をデザインしたデザインマットの開発、絵画に宝石やスワロフスキー埋め込んだ装飾版画など日本初のデザインを数々発表。額縁業界に多大なる功績を遺した人物である。その後も　額縁の輸入責任者になり日本初の額縁を多数発表する。2002年より契約作家であるクリスチャン・リース・ラッセンの専属通訳、アテンドを担当。2010年まで担当する。その他、カーク・レイナート、シム・シメールなどの海外画家の通訳も担当。現在はフリーの通訳である。力道山の孫で現在プロレスリング・ノアの広報兼外国人選手の通訳とはアメリカ大学時代の同級生である。中学の後輩に元モーニング娘。の辻希美、アイドルグループCoCoの元メンバー宮前真樹がいる。

## 額装作家リスト
- クリスチャン・ラッセン(原画・版画)国内、外展覧会、ドラマセットなど多くの媒体で多数使用。
- 天野喜孝　(原画・版画)ドラマセットなど多くの媒体で多数使用
- マルク・シャガール(シャガール財団作品、ドラマ、白い巨塔。2003年フジテレビで放送のドラマセットで使用)
- アンディ・ウォーホル(原画)クリスティーズ落札作品
- 笹倉鉄平(原画、版画)ドラマセットなど多くの媒体で多数使用
- デビッド・ウィラードソン (原画、版画)ディズニーランド展示会など媒体多数使用
- シムシメール(原画、版画)
- ハローキティ(ハローキティ誕生35周年記念展[3]。、原画、版画)
- ノーマン・ロックウェル(版画)
- カーク・レイナート(原画、版画)
- パブロ・ピカソ(版画)
- 美樹本晴彦(原画、版画)
- 西又葵(原画、版画)
- ヒロ・ヤマガタ(原画、版画)ドラマセットなど多くの媒体で多数使用
- フジコ・ヘミング(原画、版画)
- ジミー大西(原画、版画)
- 平山郁夫(版画)
- 横山大観(版画)
- トレンツ リャド(原画、版画)
- 藤城清治(版画)ドラマセットなど多くの媒体で多数使用
- カントク(原画、版画)
- 手塚治虫(原画、版画)
- 天広直人(原画、版画)
- 池田理代子(原画、版画)
- 新世紀エヴァンゲリオン展(版画)綾波レイ・惣流・アスカ・ラングレーその他担当

他、多数画家の額装をコーディネイト

## 署名人通訳実績
- クリスチャン・ラッセン　テレビ朝日など多数メディア
- 戸田恵梨香　広告交渉通訳
- 宮沢りえ　週刊女性取材交渉通訳
- きゃりーぱみゅぱみゅ　プライベート通訳
- ボブ・サップ　プライベート通訳
- GACKT　プライベート通訳
- 高島彩　フジテレビ番組内通訳
- 国際連合　通称国連、横浜で開催アフリカ会議通訳補助
- 前田敦子　日本テレビバラエティ撮影通訳
- アーネスト・ホースト　プライベート通訳
- ピーター・アーツ　プライベート通訳
- ロンドンブーツ1号2号　テレビ朝日バラエティ撮影通訳
- 青田典子　テレビ朝日バラエティ撮影通訳
- 元木大介　プライベート通訳

その他多数。

## 学歴
- 1985年 - 1988年 成立学園高等学校卒業
- 1989年 - 1992年 カルフォルニア州立大学サンタバーバラ校ELP学科卒業
- 1992年 - 1995年 サンタバーバラシティカレッジ経済学部入学、中退